# Алкафтадин
Алкафтадин — лекарственный препарат для лечения аллергического конъюнктивита. Одобрен для применения: США (2010).

## Механизм действия
Антагонист H1-рецепторов.

## Показания
Аллергический конъюнктивит.

## Противопоказания
Гиперчувствительность.

## Способ применения
Глазные капли. 1 капля - 1 раз в день.

## Побочные эффекты
В исследованиях, сравнивающих эффективность олопатадина к алькафтадину, не было показано увеличению неблагоприятных последствий в результате увеличения дозы от 0,05% до 0,1% и до 0,25%. Наиболее распространенным видимым побочным эффектом является раздражение в месте применения.

## Продажи
Продажи для алкафтадина компанией Allergan начались в июле 2010 года. С периода июля 2010 года до марта 2012 года совокупные продажи достигли 139 тысячи рецептов. Из этих 139 000 рецептов было 104 тысячи уникальных пациентов. В марте 2012 года алкафтадин превысил продажи элестата, и эта тенденция может продолжиться, поскольку выписывающие рецепты врачи считают алкафтадин наиболее действенным препаратом.